# Сальваторе Гаррітано
Сальваторе Гаррітано (італ. Salvatore Garritano, нар. 23 грудня 1955, Козенца) — італійський футболіст, що грав на позиції нападника, зокрема за «Торіно», у складі якого — чемпіон Італії. 

## Ігрова кар'єра
У дорослому футболі дебютував 1973 року виступами за команду «Тернана», в якій провів два сезони, взявши участь у 40 матчах чемпіонату. 
Своєю грою за цю команду привернув увагу представників тренерського штабу клубу «Торіно», до складу якого приєднався 1975 року. Відіграв за туринську команду наступні три сезони своєї ігрової кар'єри, так і не ставши гравцем основного складу і провівши за цей час лише 20 матчів першості Італі1. Зокрема провів 5 ігор, у яких відзначився забитим голом, у чемпіонському для туринців сезоні 1975/76.
Згодом з 1978 по 1996 рік грав у складі команд «Аталанта», «Болонья», «Сампдорія», «Пістоєзе», «Оменья», «Сорренто», «Латина», «Тернана» та «Ортана».
Завершив ігрову кар'єру у команді «Алькамо», за яку виступав протягом 1996—1997 років як граючий тренер.

## Титули і досягнення
- Чемпіон Італії (1):

«Торіно»: 1975-1976